# Seeboden am Millstätter See
Seeboden am Millstätter See osztrák mezőváros Karintia Spittal an der Drau-i járásában. 2016 januárjában 6302 lakosa volt. 

## Elhelyezkedése

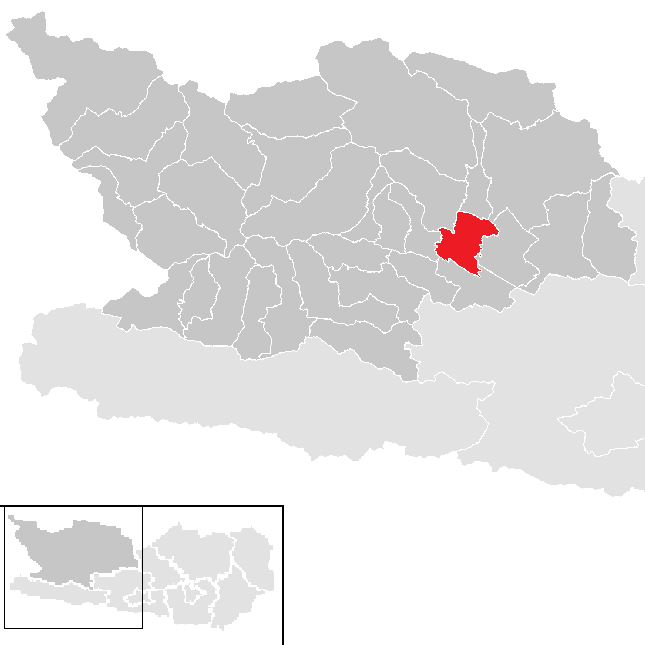
Seeboden a Spittali járásban

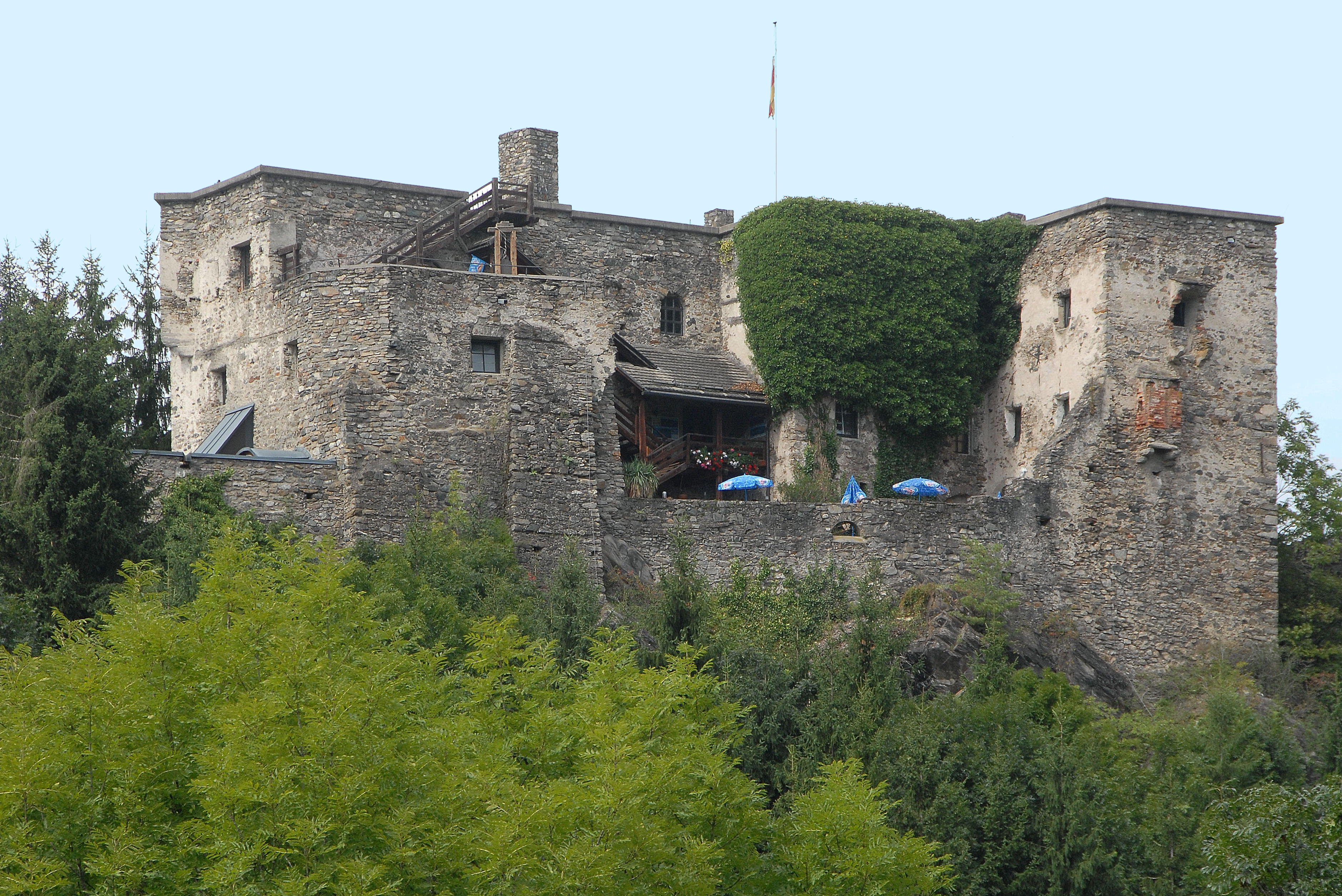
Sommeregg vára

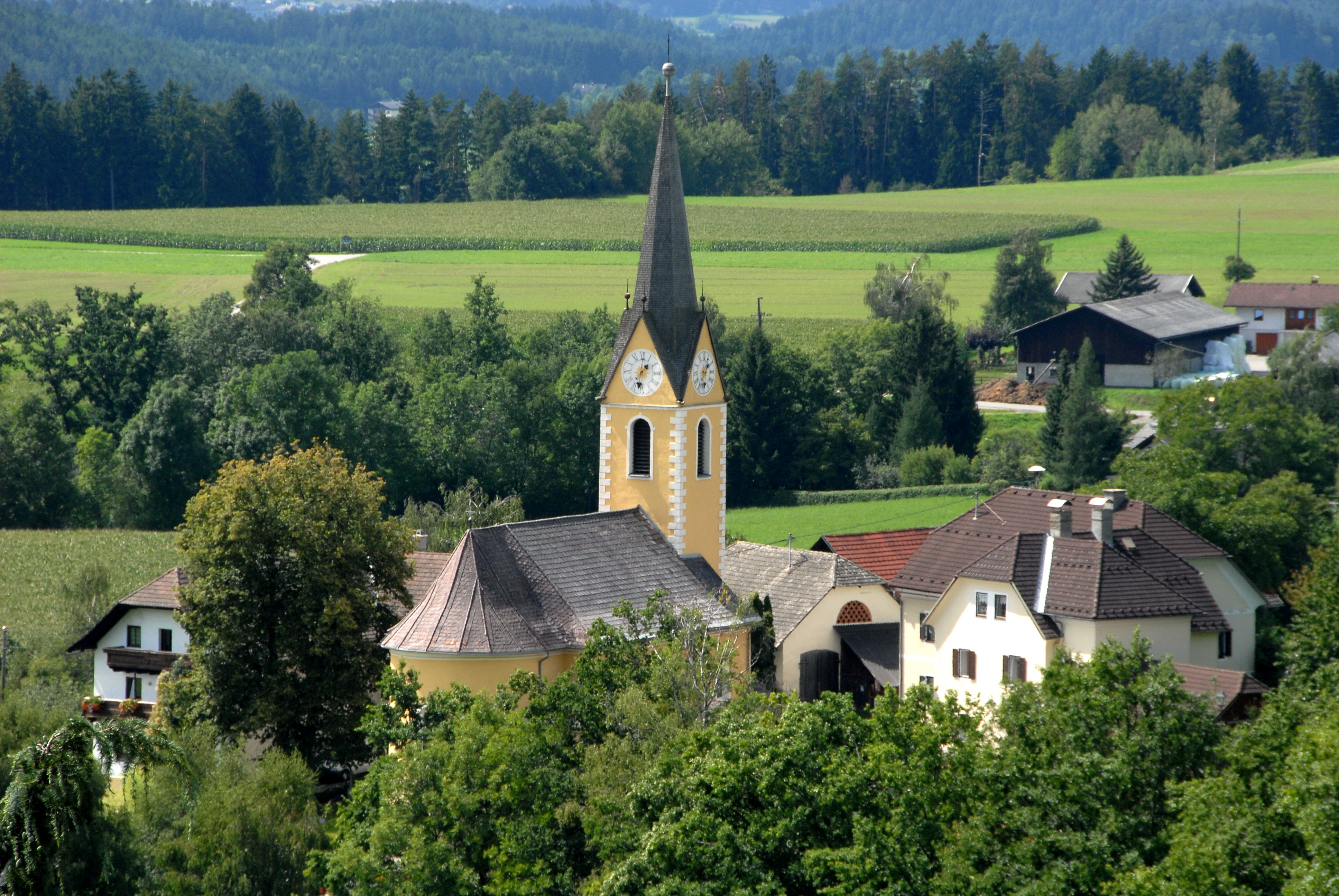
Az unterhausi evangélikus templom

Seeboden Karintia középső részén fekszik, a Millstatti-tó nyugati partjánál, a járási központ szomszédságában. Az önkormányzat 22 falut és egyéb települést fog össze: Am Tschiernock (0 lakos), Karlsdorf (142), Kolm (68), Kötzing (113), Kras (195), Liedweg (62), Lieserbrücke (806), Lieseregg (1), Lieserhofen (481), Litzldorf (24), Lurnbichl (220), Muskanitzen (37), Pirk (112), Raufen (8), St. Wolfgang (23), Schloßau (78), Seebach (61), Seeboden am Millstätter See (3035), Tangern (197), Trasischk (39), Treffling (483), Unterhaus (145).  	 	
A környező települések: északra Gmünd in Kärnten, északkeletre Krems in Kärnten, keletre Millstatt am See, délre Spittal an der Drau, nyugatra Lendorf, északnyugatra Trebesing. 

## Története
Seeboden területe már régóta lakott, erről tanúskodnak az újkőkorból származó kőbalták, egy bronzkori balta, illetve a vaskori Hallstatt-kultúra tárgyi emlékei. Az első névről ismert felső-karintiai nép az indogermán nyelvű illírek; feltehetően tőlük származik a Dráva és a Tauern-hegység mai elnevezése. I.e. körül a régióban a rómaiak által ambidravusoknak nevezett kelta vagy elkeltásodott illír nép élt.  
Seeboden igen gazdag római kori régészeti leletekben, mert Teurnia város közvetlen közelében helyezkedett el. A Dráva völgyében futó Via Iulia Augusta út Lieserbrückénél szelte át Lieser folyót és innen indult egy útelágazás északnak, Salzburg (Iuvavum) felé. A kora középkorban szláv karantánok települtek be a régióba, jelenlétükről több helynév is árulkodik. Őket a 8. század második felében meghódították a bajorok és erőszakkal elkezdték keresztény hitre térítésüket, ami véres felkelésekhez vezetett. 800 körül békésebb módszerekre váltottak, ebből a korból származik a legrégebbi helyi templom, amelynek alapjait 1953-ban találták meg. 1000 körül katonai szolgálatra is kötelezett horvát parasztokat telepítette Seebodenbe az út és a helyi karantán lakosság felügyeletére. Ekkoriban már a német kezdte játszani az etnikailag tarka helyi népesség közvetítő nyelvének szerepét. 
Valamikor 1237 előtt felépült Sommeregg vára, amely előbb az Ortenburgok, később a Cillei család, majd a Habsburgok birtokában volt. A 16. század közepén a Khevenhüller-család szerezte meg, tőlük pedig 1651-ben a gmündi Lodron-házra szállt. A környékbeli falvak mind az ő birtokukban voltak egészen az 1850-es önkormányzati reformig. Megalakult Seeboden és Treffling községi tanácsa, majd 1870-ben egyesültek. Lieserhofen 1886-ig Spittalhoz tartozott, utána önállóvá vált, végül 1973-ban Seebodenhez csatolták. 
A 19. század végéig a Millstatti-tó környéke kevéssé értékes területnek számított, ám a meginduló turizmus miatt hamarosan a tópart vált Seeboden legnépesebb és régiójává. A turizmus a település gazdaságának húzóágazatává vált. Seeboden 2000-ben mezővárosi (Markt) státuszt kapott, 2011 novemberében pedig nevét Seeboden am Millstätter See-re változtatták.

## Lakosság
A seebodeni önkormányzat területén 2016 januárjában 6302 fő élt, ami növekedést jelent a 2001-es 6045 lakoshoz képest. Akkor a helybeliek 91,4%-a volt osztrák, 1,9% német, 1,8% pedig boszniai állampolgár. 64,8%-uk katolikusnak, 25,9% evangélikusnak, 2,2% muszlimnak, 5,6% pedig felekezeten kívülinek vallotta magát. 

## Látnivalók

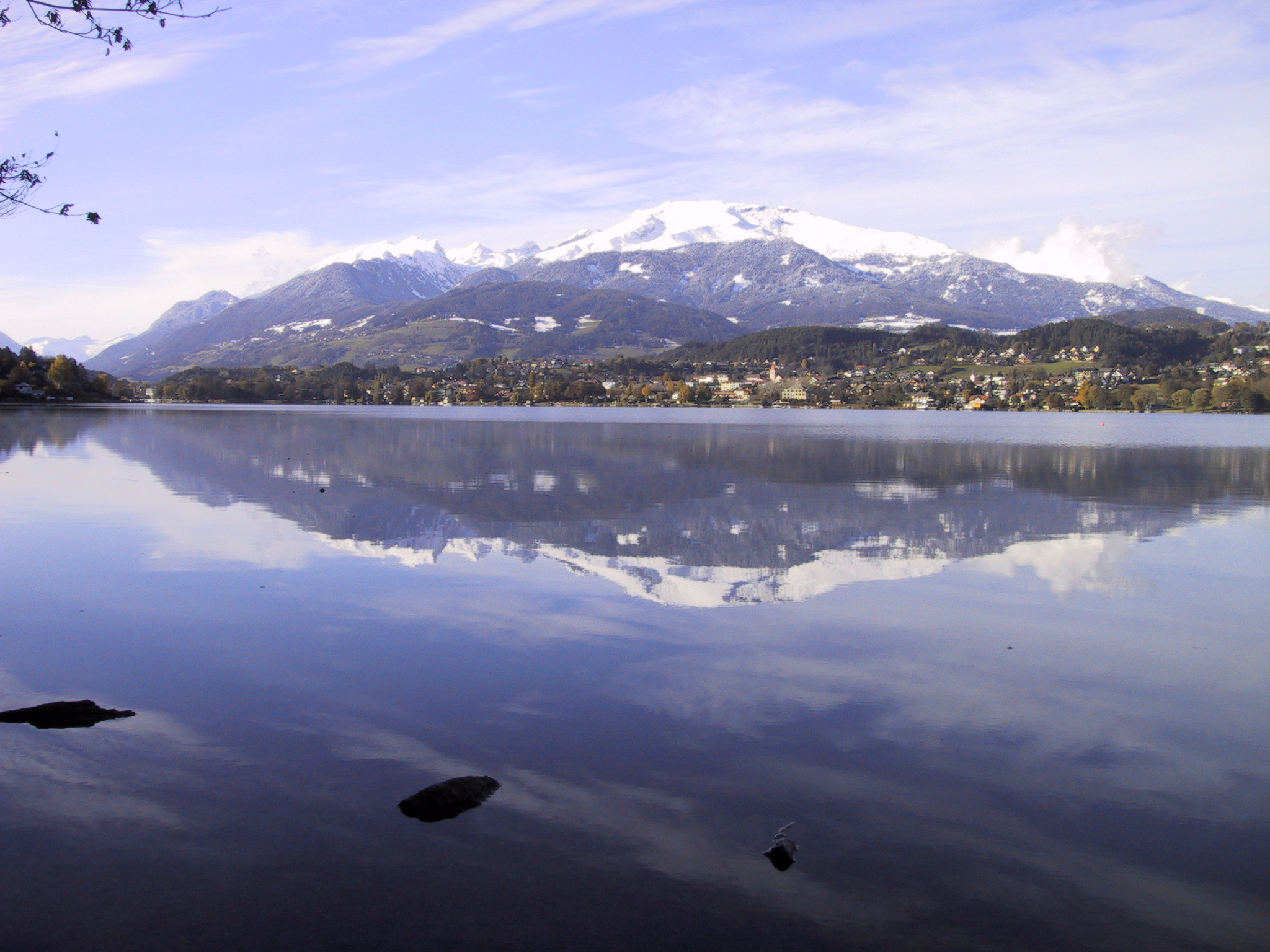
A Millstatti-tó

- Sommeregg vára (benne kínzókamra-múzeum). Minden augusztusban három hétig lovagi játékokat tartanak a várban.
- az unterhausi evangélikus templom
- karintiai halászmúzeum
- bonsaimúzeum és zen-kert
- a Millstatti-tó csónakázási, vízisíelési lehetőségekkel

## Híres seebodeniek
- Herbert Haupt (1947-) politikus, szociális miniszter 2000-2005 között, alkancellár 2003 február-október között
- Thomas Morgenstern (1986-) olimpiai bajnok síugró
- Eva Glawischnig (1969-) politikus, a Zöld Párt szóvivője volt

## Fordítás
- Ez a szócikk részben vagy egészben  a   Seeboden am Millstätter See című német Wikipédia-szócikk ezen változatának fordításán alapul.  Az eredeti cikk szerkesztőit annak laptörténete sorolja fel. Ez a jelzés csupán a megfogalmazás eredetét és a szerzői jogokat jelzi, nem szolgál a cikkben szereplő információk forrásmegjelöléseként.